# Pristina (kommun)
Pristina är en kommun i Kosovo. Den ligger i den östra delen av landet, 10 km öster om huvudstaden Pristina.